# Parafia św. Stanisława Kostki w Wyszoborze
Parafia pw. św. Stanisława Kostki w Wyszoborze – parafia rzymskokatolicka, należąca do dekanatu Gryfice, archidiecezji szczecińsko-kamieńskiej, metropolii szczecińsko-kamieńskiej Kościoła rzymskokatolickiego. W parafii posługują księża diecezjalni. Według stanu na wrzesień 2018 proboszczem parafii był ks. Ryszard Raczkiewicz.

## Miejsca kultu

### Kościół parafialny
Kościół św. Stanisława Kostki w Wyszoborze

### Kościoły filialne i kaplice
- Kościół św. Teresy od Dzieciątka Jezus w Dąbiu[1]
- Kościół Matki Bożej Częstochowskiej w Rotnowie[1]